# Renzo Menardi
Renzo Menardi (Cortina d'Ampezzo, 1º febbraio 1925 – 23 luglio 2001) è stato un bobbista e politico italiano.

## Biografia
Atleta ampezzano attivo negli anni cinquanta, fece parte della Nazionale di bob dell'Italia
Partecipò ai Campionati mondiali di bob 1951, classificandosi al 5º posto.
Ai Campionati italiani di bob vinse la medaglia d'argento nel 1949 con il bob a quattro, oltre ad un doppio argento nel 1953 sia nel bob a due sia nel bob a quattro.
Vicesindaco di Cortina d'Ampezzo, consegnò la bandiera olimpica al presidente del CIO Avery Brundage durante la cerimonia di apertura delle Olimpiadi di Cortina d'Ampezzo 1956. Nel 1965 venne eletto sindaco di Cortina, rimanendo in carica per 15 anni.